# Csilla Bátorfi
Csilla Bátorfi (ur. 3 marca 1969 w Szombathely) – węgierska tenisistka stołowa, dwukrotna medalistka mistrzostw świata, dziewięciokrotna mistrzyni Europy.
Dwukrotnie zdobywała brązowe medale podczas mistrzostw świata, w 1987 w New Delhi była trzecia w drużynowo, a w 1995 w Tianjin zdobyła brąz w deblu (w parze z Krisztiną Tóth). Indywidualnie najlepiej wypadła na mistrzostwach świata w Chibie (1991), gdzie osiągnęła ćwierćfinał.
W mistrzostwach Europy szesnastokrotnie zdobywała medale. Czterokrotnie była mistrzynią Starego Kontynentu w grze podwójnej, trzykrotnie drużynowo oraz jeden raz w mikście i w grze pojedynczej (w Pradze w 1986).
Trzykrotna tryumfatorka prestiżowego turnieju Europa Top 12 (1987, 1992, 2001), czterokrotna mistrzyni Europy juniorów (w 1986 w grze pojedynczej).
Pięciokrotnie startowała w igrzyskach olimpijskich (1988, 1992, 1996, 2000, 2004), jednak nie udało się jej zdobyć medalu. Najbliżej tego osiągnięcia była w Sydney (2000), gdzie startując w parze z Krisztiną Tóth przegrała bezpośrednią walkę (2:3) o brązowy medal w grze podwójnej z parą koreańską Kim Moo Kyu/Ryu Ji-Hye.